# Parafia Zwiastowania Pańskiego w Witkowie
Parafia pw. Zwiastowania Pańskiego w Witkowie – rzymskokatolicka parafia należąca do dekanatu Stargard Zachód, archidiecezji szczecińsko-kamieńskiej, metropolii szczecińsko-kamieńskiej. Została erygowana w 1993 roku.

## Miejsca kultu
- Kościół Zwiastowania Pańskiego w Witkowie Pierwszym[1] – kościół parafialny
- Kościół św. Józefa Rzemieślnika w Strzebielewie[1] – kościół filialny
- Kościół Matki Bożej Różańcowej w Witkowie Drugim[1] – kościół filialny